# Breuna
Breuna è un comune tedesco di 3 574 abitanti, situato nel land dell'Assia.

## Amministrazione

### Gemellaggi
- Predappio, dal 30 maggio 2003